# Liriomyza alpicola
Liriomyza alpicola este o specie de muște din genul Liriomyza, familia Agromyzidae. A fost descrisă pentru prima dată de Gabriel Strobl în anul 1898.
Este endemică în Austria. Conform Catalogue of Life specia Liriomyza alpicola nu are subspecii cunoscute.